# 沙摩柯
沙摩柯（しゃまか、さまか）は、中国後漢末期から三国時代の武将。異民族（胡）の王。

## 正史の事跡
正史『三国志』では、呉書陸遜伝にしか記述が見られない。蜀漢に味方した中国周辺民族の王。章武2年（222年）、劉備に随従し呉討伐に参加している。しかし、陸遜の火攻めのため蜀軍は大敗し、沙摩柯も斬首された（夷陵の戦い）。

## 物語中の沙摩柯
小説『三国志演義』では、血を注いだように真っ赤な顔と鋭く輝く碧眼を持ち、鉄蒺藜骨朶を手にし、左右の腰に弓をつけた「蛮王」として登場し、史実同様に呉討伐に参加する。猇亭（おうてい）の戦いでは甘寧の頭に矢を射当て、これを討ち取る活躍を見せる。しかし陸遜の火攻めで蜀軍が大打撃を受けると単騎で敗走。その最中に追撃してきた周泰と出くわし、20合余り打ち合った末、討ち取られる。

## その他
現代では、書籍以外の創作物などにおいて「沙摩可」と表記している著作物も存在している。